# Recherche en économie
La recherche en économie recouvre toute la recherche scientifique consacrée à l'économie en tant que discipline académique. Principalement menée dans les laboratoires universitaires, les institutions publiques et des entreprises privées y participent également.

## Concept
La recherche en économie est aussi vaste et diversifiée que la science économique elle-même. Les institutions publiques sont souvent spécialisées en des études liées à la prévision économique, car elles ont pour rôle d'informer les gouvernements sur les évolutions de la conjoncture. Les laboratoires de recherche peuvent se permettre d'effectuer des études qui n'intéressent pas directement les gouvernants.
Comme dans toute discipline scientifique, la recherche en économie cherche souvent à construire des modèles économiques, qui sont basés sur des formules mathématiques qui mettent en relation des variables économiques. Ces modèles permettent de prédire les évolutions d'une variable à partir d'un jeu de données. Les modèles s'appuient sur les statistiques, les probabilités et l'économétrie.
La recherche en économie tient compte de ce que l'économie n'est ni une science exacte, ni entièrement une science humaine. Les articles de recherche peuvent à la fois se baser sur des théories économiques validées empiriquement, des théorèmes établis à partir de démonstrations mathématiques basées sur des hypothèses, mais aussi sur des analyses historiques et parfois sociologiques.

## Évolutions
Les programmes de recherche en économie ont évolué avec le temps. Les années 1950 ont vu la multiplication des recherches sur l'équilibre général,. Durant les années 1990, l'explosion des données quantitatives et l'adoption d'outils informatiques ont permis un véritable tournant empirique de l'économie. Le contexte économique des années 2010 a vu la multiplication des articles sur les effets des politiques monétaires et des politiques monétaires non conventionnelles.